# Allotrissocladius acutus
Allotrissocladius acutus är en tvåvingeart som beskrevs av Chaudhuri och Nandi 1981. Allotrissocladius acutus ingår i släktet Allotrissocladius och familjen fjädermyggor. Inga underarter finns listade i Catalogue of Life.